# Idaea themeropis
Idaea themeropis är en fjärilsart som beskrevs av Reginald James West 1930.
Idaea themeropis ingår i släktet Idaea och familjen mätare. Inga underarter finns listade i Catalogue of Life.